# Donald Wheelock
Donald Wheelock (* 1940) ist ein US-amerikanischer Komponist und Musikpädagoge.
Wheelock ist Absolvent des Union College und der Yale University und erhielt zwei Guggenheim-Stipendien. Er unterrichtete ab 1974 am Smith College und hatte dort bis zu seiner Emeritierung die Irwin-and-Pauline-Alper-Glass-Professur für Musik inne. Er komponierte u. a. sechs Streichquartette, Werke für Soloinstrumente, elf Liedzyklen (u. a. nach Texten von Frederick Busch, Susan Snively, Richard Wilbur und William Butler Yeats) sowie einige Werke für größere Ensemble und für Orchester.